# 二等座
二等座是中国铁路高速列车（动车组列车）中提供的座位。二等座座椅主要由坐墊、靠背、底架、转架、扶手組成，並且配有置物架、收纳袋以及电器插座。与中国普速列车中的硬座类似，每排二等座座位共有五个（3+2）。不過人坐上二等座後，其活動空間较小，而且所有中国铁路高速列车中擺放行李的空间（即置物架）都不太大，行李架（置物架）就位於座位上方。